# Teatro della Grancia di Montisi
Il Teatro della Grancia di Montisi, situato dentro il complesso della Grancia di Montisi, è un teatro di piccole dimensioni costruito alla fine del XIX secolo. Nel corso del 1900 il teatro cambiò più volte utilizzo, destinato anche - tra gli altri usi - a ricovero per sfollati durante la seconda guerra mondiale, e subì il tamponamento dell'arcoscenico. Tra il 2002 e il 2005, il teatro venne restaurato riportandolo com'era in origine. Attualmente (2019) il teatro viene usato per spettacoli, conferenze, mostre e festival.

## Storia
Nel 1884 Rosa Mannucci Benincasa, proprietaria della Grancia di Montisi, offre alla Società Filarmonica di Montisi dei locali adibiti a fienile, affinché ne possano fare una sala per le feste, prove della banda, spettacoli, accademie e riunioni pubbliche. L'anno seguente iniziano i lavori che vengono controllati dal capo muratore Angiolo Gorelli e dal presidente della Filarmonica, Amilcare Bortolani, con i materiali forniti gratuitamente dalla stessa Rosa Mannucci Benincasa. Il 27 settembre 1885 la Filarmonica aveva già fatto delle rappresentazioni che avevano riscosso il successo dei paesani. Dal 1885 fino all'inizio della seconda guerra mondiale il teatro venne usato per spettacoli musicali, balli, tombole, spettacoli, commedie, farse e altri vari generi di intrattenimenti e mantenuto dalla stessa Società Filarmonica che ogni mese doveva pagare l'affitto di 50 lire alla famiglia Mannucci Benincasa che gentilmente ne concedeva l'utilizzo. 

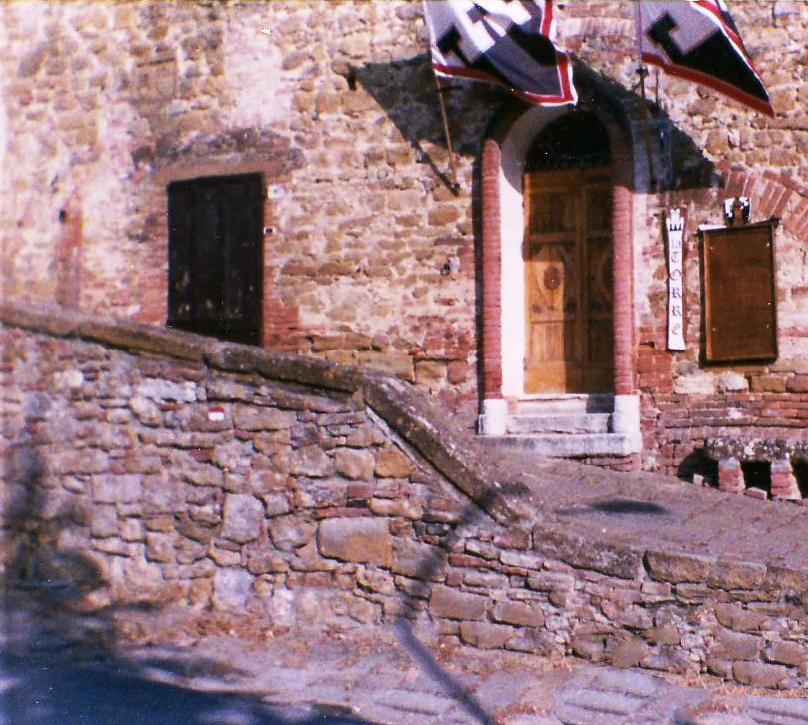
Esterno del teatro nel 1992 come sede della contrada della Torre

Il 15 giugno 1940 l'ingegnere Idro Batignami disegnò una planimetria del teatro che mostrava come fosse in principio: la sala e il palcoscenico non erano tanto dissimili ad ora, mentre i camerini erano più grandi e la sala posta a sinistra della scala d'ingresso era chiamata Stanza della musica. Questa piantina del teatro, inoltre, costituisce la prima fonte iconografica pervenutaci del teatro.
Durante la seconda guerra mondiale il teatro accolse una famiglia sfollata, poi tornò per un brevissimo periodo alla sua funzione originaria. Per circa un decennio, tra il 1945 e la metà del 1955, la sala del teatro fu usata come scuola materna, per poi divenire magazzino della Grancia di Montisi. Intanto nel febbraio del 1955 si era sciolta la Società Filarmonica di Montisi.
Negli anni 1960 vengono venduti una parte del confinante Podere Giardino, il palcoscenico e i camerini del teatro. Una volta chiuso l'arcoscenico, La sala del teatro e la stanza della musica, annessa ad esso, vengono dati in uso alla contrada della Torre che vi stabilisce la sua sede. Durante questo periodo la sala viene usata per riunioni e cene. Nel 2000 il proprietario della Grancia di Montisi, Augusto Pollari Maglietta, riacquista il Podere Giardino, il palcoscenico e i camerini e propone un ripristino del teatro, idea che viene accolta dal sindaco Roberto Cappelli. Il 21 marzo 2002 l'architetto Massimo Marini presenta un progetto di restauro e nel novembre 2003 iniziano i lavori finanziati dal Monte dei Paschi di Siena, dal Comune di San Giovanni d'Asso, dalla Regione Toscana e dalla CEE. Il teatro è stato inaugurato sabato 29 ottobre 2005. Nella cerimonia di inaugurazione è stata presentata anche un'opera dell'artista Franca Marini dal titolo Rappresentazione teatrale, che attualmente si trova nel foyer del teatro (ex sala della musica).

## Rappresentazioni

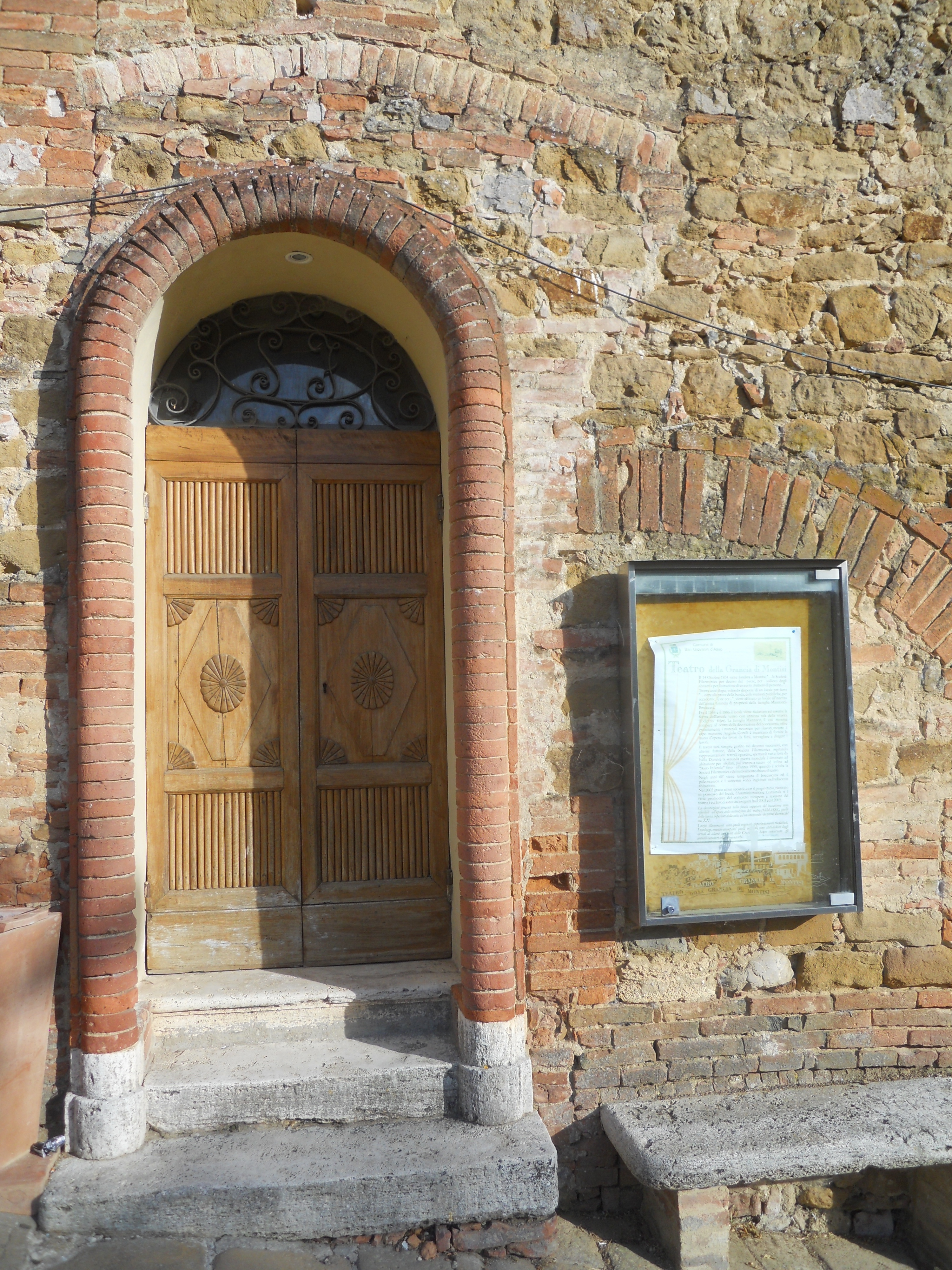
Porta d'ingresso del Teatro con le iniziali della Società Filarmonica nella lunetta soprastante

Il teatro della Grancia di Montisi dal 1885, anno di costruzione ed inaugurazione, fino al 1960, anno di chiusura dell'arcoscenico, fu usato per tombole e accademie e per le rappresentazioni di operette, spettacoli di magia, feste da ballo, commedie, recite dei bambini dell'asilo, monologhi, riunioni, farse, spettacoli musicali ed esecuzioni della banda, tra cui, nel 1992 e 1993, due edizioni speciali del Film Festival Visionaria, dedicati al territorio delle crete senesi e al tartufo bianco. Dal 2009, nuova riapertura dopo il restauro, il teatro è usato per rappresentazioni e convegni, e dall'agosto 2014 ospita anche i concerti del festival di musica lirica Solo Belcanto.

## Architettura
Il Teatro della Grancia di Montisi, dalla particolare sala ovoidale che favorisce una buona acustica, è con i suoi 58 posti uno dei teatri più piccoli del mondo.

### Esterno
Il teatro è privo di facciata propria, poiché è inglobato nell'edificio della Grancia di Montisi. All'esterno, del teatro si possono vedere le finestre della sala e del palcoscenico e la porta d'ingresso in legno preceduta da tre scalini. Questa porta, assai particolare per le decorazioni, reca nella soprastante finestra a lunetta, una decorazione in ferro battuto con le iniziali della Società Filarmonica.

### Interno

#### Ingresso e foyer
Per accedere alla sala del teatro bisogna salire una scala, risalente all'impianto originale, che ha al suo inizio, sulla destra di chi entra, una piccola biglietteria. Lungo il muro della scala sono inoltre esposti alcuni manifesti di spettacoli rappresentati nel teatro. Alla fine della scala sulla sinistra c'è l'ingresso per il foyer e sulla destra l'accesso alla sala.
Come attestano alcune testimonianze, ma anche la planimetria del 1940, in origine il foyer era la "stanza della musica" dove, molto probabilmente la banda della Società Filarmonica provava e si esibiva. Attualmente nella sala si trovano un piccolo bar, un guardaroba e una toilette. Lungo i muri si notano le originali decorazioni costituite da semplici riquadrature color azzurro, che durante i restauri sono state riportate alla luce. Dal foyer inoltre si può accedere ai palchetti.

In oltre, nel foyer si trova anche un'opera della pittrice Franca Marini. Quest'opera, che è un olio su cartapesta, terracotta e ceramica su tavola, s'intitola Rappresentazione teatrale ed è stata dipinta tra il 2004 e il 2005.

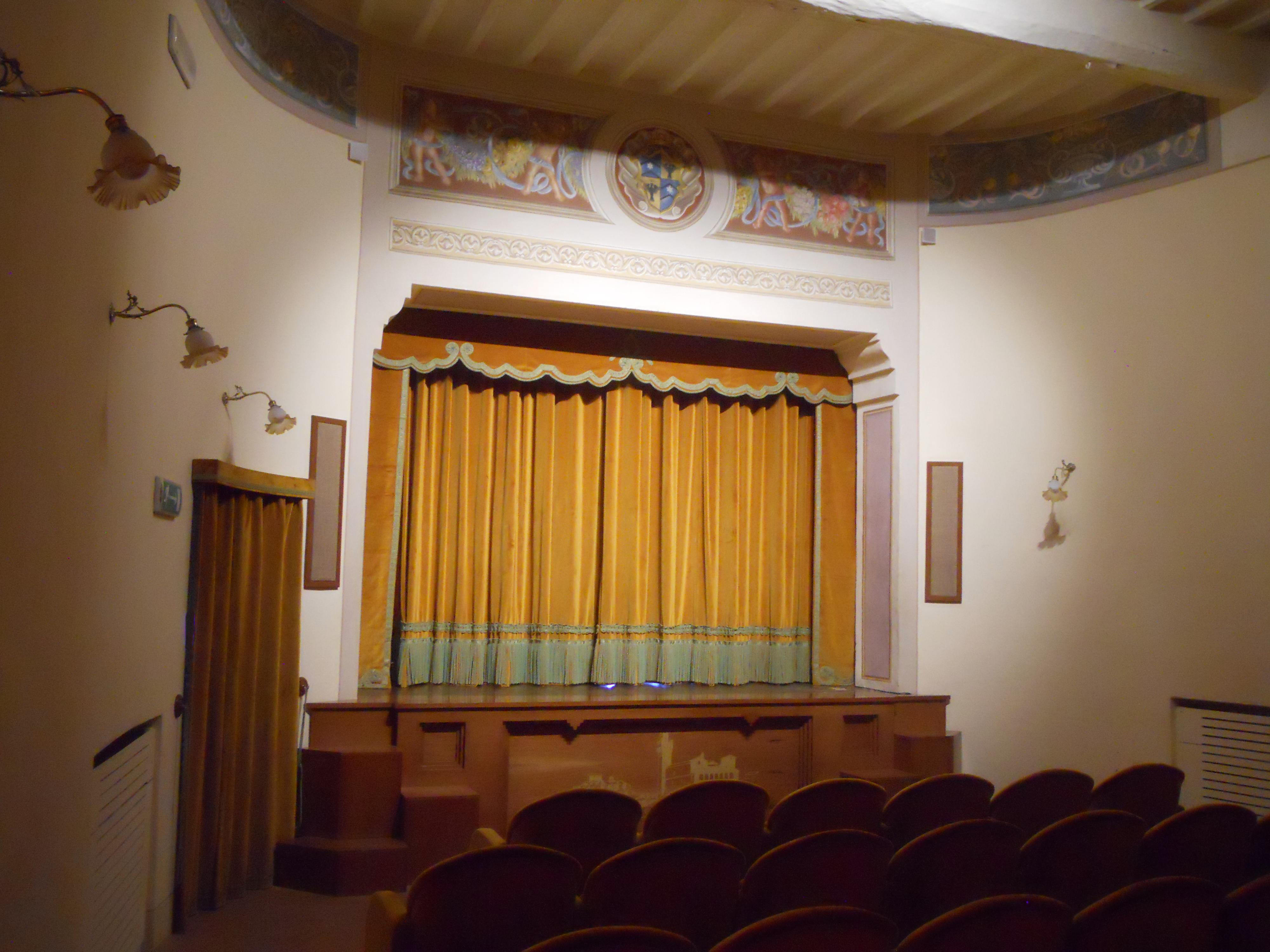
Sala del teatro con in primo piano le appliques

#### Sala
La sala del teatro è divisa in una piccola platea e in un unico ordine di palchetti formato da tre palchi.

La platea, di 6 m. x 9 m., ospita 52 posti divisi in sette file (due file da sei posti e le altre da otto posti). Il pavimento, al contrario di molti teatri non è in pendenza ed è in cotto (come la pavimentazione originale), mentre i posti sono delle poltroncine rivestite di velluto, che sostituiscono le originarie, semplici panche. Il soffitto della sala è a travi lignee a vista dipinte di bianco (originariamente le travi non erano dipinte).

I tre palchetti, situati sulla parete di fondo ospitano sei posti: il primo a destra è adibito come palchetto regia, il secondo, che ha l'accesso dal foyer, ha due posti a sedere, il terzo che ha quattro posti è privato. Anche qui la pavimentazione è in cotto, il soffitto è a travi a vista e le pareti che separano i palchetti sono perpendicolari al palcoscenico. Inoltre i palchetti sono divisi da due semi-colonne che partono dalla platea.
A livello architettonico, la sala è molto particolare per la sua forma che non si può esattamente definire a causa del perimetro che non segue una forma definita, ma che, essendo simmetrica, si può chiamare ovoidale. Questa planimetria permette all'ascoltatore di avere sempre un buon suono senza disturbi, come riverberi o abbassamento di volume.
La sala presenta differenti decorazioni realizzate a tempera. Sopra il boccascena c'è una decorazione formata da quattro putti (due a destra e due a sinistra) che tengono dei festoni floreali con attorno due nastri blu, il tutto su fondo rosso. A dividere i putti, lo stemma della famiglia Mannucci Benincasa racchiuso dentro una conchiglia. Sotto questa fascia decorativa, ve n'è un'altra con una semplice decorazione geometrica-floreale. Queste decorazioni si possono far risalire al 1885. Nella sala c'è un'ulteriore fascia decorativa che è formata da dodici riquadrature (sei a destra e sei a sinistra) separate delle travi del soffitto. In queste riquadrature sono rappresentati dei vasi a coppa contenenti quattro o cinque rose bianche con in aggiunta altre due che escono dal vaso e riempiono insieme a dei nastri la parte restante del riquadro. Questa fascia decorativa, che è sovrapposta ad un'altra monocromatica, è assai simile a molte decorazioni liberty realizzate vicino a Buonconvento e la si può quindi far risalire agli inizi del XX secolo.  Prima dei restauri del 2002-2005, vi era anche una fascia color azzurro che partiva dal pavimento e arrivava all'altezza delle appliques e che si prolungava lungo tutto il perimetro della sala.
La platea è illuminata da delle appliques originali in stile liberty realizzate agli inizi del XX secolo, probabilmente insieme alle sei riquadrature con i vasi e i fiori.
I tendaggi della sala, rifatti nell'ultimo restauro, si ispirano a quelli precedenti (dei quali restano pochissime testimonianze fotografiche) e alle tappezzerie settecentesche di alcune camere della Grancia.

#### Palcoscenico e camerini
Il palcoscenico del teatro che, secondo la planimetria del 1940 misurava 6.20 m.(larghezza) x 3.80 m.(profondità) x 3,90 m.(altezza), è di forma rettangolare ed è molto piccolo: difatti la sua superficie è di soli 22,4 m². Per accedere al palcoscenico e ai camerini bisogna entrare dalla porta situata nella sala a destra del palco. Dopo alcuni scalini che scendono e che portano al sottopalco, un'altra rampa di scale in salita porta direttamente sul palcoscenico. Sopra le scale di accesso per il palco vi è un piccolo "pianerottolo" posto in corrispondenza di una delle due finestre presenti sul palcoscenico. Il piano scenico del palco è rialzato di circa 13 cm. rispetto al pavimento della sala, è di legno ed è in inclinato di 3° circa, mentre il soffitto è a capanna e non ha una torre scenica. Il palcoscenico ha anche un piccolo proscenio non in pendenza che attraverso delle scale fisse, poste ai lati del logo del teatro, comunica con la platea.
Il palcoscenico dispone di un fondale e di sei quinte (tre per lato) di velluto color ocra che in caso possono esser cambiate con altre scenografie.
La stanza del sottopalco non comunica con la scena ed utilizzata come deposito/laboratorio.
Dietro il fondale e alla fine della scala d'ingresso c'è un corridoio che porta ai due camerini situati sulla sinistra. Originariamente questi due camerini formavano un unico grande camerino comunicante con un altro, oggi non più esistente e situato dietro la scena sul lato della strada. I camerini, insieme al palco, furono nel 1960 riadattati e trasformati in stanze e poi nel 2005 restaurati e rimessi in comunicazione con la sala.